# 那覇市消防局
那覇市消防局（なはししょうぼうきょく）は、沖縄県那覇市の消防部局（消防本部）。

## 沿革
- 1954年8月10日　那覇市消防団本部を那覇市消防隊本部に改称する。
- 1954年9月1日　首里市及び島尻郡小禄村を編入合併する。首里市消防隊を首里出張所に、小禄村消防隊を小禄出張所に改称する。
- 1954年11月25日　泊出張所を開設する。
- 1957年8月　泊出張所を廃止する。
- 1957年12月17日　真和志市を編入合併する。真和志市消防隊を真和志出張所に改称する。
- 1959年4月30日　消防庁舎を新築のうえ移転し、旧庁舎を松尾出張所に改称する。
- 1962年12月15日　那覇市消防本部及び那覇市消防署を開設し、消防隊長を消防長に改称する。
- 1969年2月17日　首里出張所、安謝出張所及び小禄出張所を分遣所に改称する。
- 1971年5月10日　安謝分遣所が出張所に昇格する。
- 1972年5月15日　真和志出張所が中央消防署に昇格し、2署体制となる。那覇市消防署を西消防署に改称する。
- 1972年6月1日　警察の所管であった救急業務が移管され、業務を開始する。
- 1975年7月24日　末吉出張所を開設する。
- 1986年3月1日　小禄分遣所及び首里分遣所を出張所に改称する。
- 1986年3月3日　国場出張所を開設する。
- 1994年3月30日　高規格救急車を配備する。（同年11月16日運用開始）
- 2003年11月4日　消防本部が現在地に移転する。末吉出張所を廃止する。
- 2006年2月28日　西消防署が新庁舎へ移転し、中央消防署が消防本部庁舎へ移転する。旧中央消防署を真和志出張所に改称する。
- 2011年3月19日　東日本大震災に緊急消防援助隊を派遣した。
- 2011年4月1日　 高度救助隊「スーパーレスキューナハ」が発隊し、西消防署に配置になる。
- 2014年4月1日　市組織再編に伴う条例改正により、消防本部の名称を那覇市消防本部から那覇市消防局に改称する[1]。

## 組織
- 本部－総務課、警防課、救急課、予防課、指令情報課
- 消防署

## 消防・救急無線
| チャンネル        | 消防波    | 救急波    |
| ----------------- | --------- | --------- |
| (1ch)             | 149.75MHz | 147.48MHz |
| (消防1chの中継)   | 151.27MHz |           |
| (2ch:県内共通波)  | 152.77MHz |           |
| (3ch:全国共通波1) | 150.73MHz |           |
| (4ch:全国共通波2) | 148.15MHz |           |
| (5ch:全国共通波3) | 154.15MHz |           |
| (AVM波)           | 151.69MHz | 153.35MHz |

　中継波は署所向けの為、送信出力は10W。警防波は25W。
- 現場では460MHz帯アナログ簡易無線が使用されている。複数波実装されているためここでは明記していない。
- 中央署の指揮隊車は25W送信。それ以外の車両は全て10W送信。
- 救急隊は携帯無線機にて消防各波に開局する。

## 定時無線通信試験
- 消防波:9時と17時の2回行われ、車載局が一方的にメリットを本部へ報告するスタイルを取っている。携帯局は行わない。
- 救急波:9時と17時の消防波試験が始まる直前に行われる。

　なお、署外活動中の隊は通信試験に参加しない。

## 主力機械
平成30年4月現在
- はしご車：2
- 大型水槽車：2
- 化学車：2
- 消防ポンプ車：15(非常用5台含)
- 軽ポンプ：2
- 救助工作車：3(非常用1台含)
- 救急車：9(非常用3台含)
- 水難救助車:1
- 資機材搬送車：2
- 無線指揮車（西署配備）：1
- 指揮広報車（警防課所有）：1
- 牽引車：3
- 連絡車：15（消防団2,リース7,指導車2含む）
- 艇：4
- トレーラー：3
- 消防活動用二輪車：2
- 原付：3
- 水上バイク：1
- 救助ボート：1
- 救急指揮車:1
- 燃料補給車:1
- 災害対応多目的車:1
- 特殊災害対応車:1
- 重機搬送車:2
- 重機:1
- 津波・大規模風水害対策車:1
- 水陸両用車:1
- 後方支援車:1
- HMB(ハイパーミストブロアー車):1

## 消防署
| 消防署     | 住所      | 出張所                                                                     |
| ---------- | --------- | -------------------------------------------------------------------------- |
| 西消防署   | 東町26-12 | 安謝：港町1-13-12 小禄：金城2-17-2 小禄南：宇栄原4-2-2(市役所小禄支所併設) |
| 中央消防署 | 銘苅2-3-8 | 首里：首里久場川町2-149-4 国場：字与儀378-7 神原(分署)：樋川2-551-1        |